# ヴァツサ国

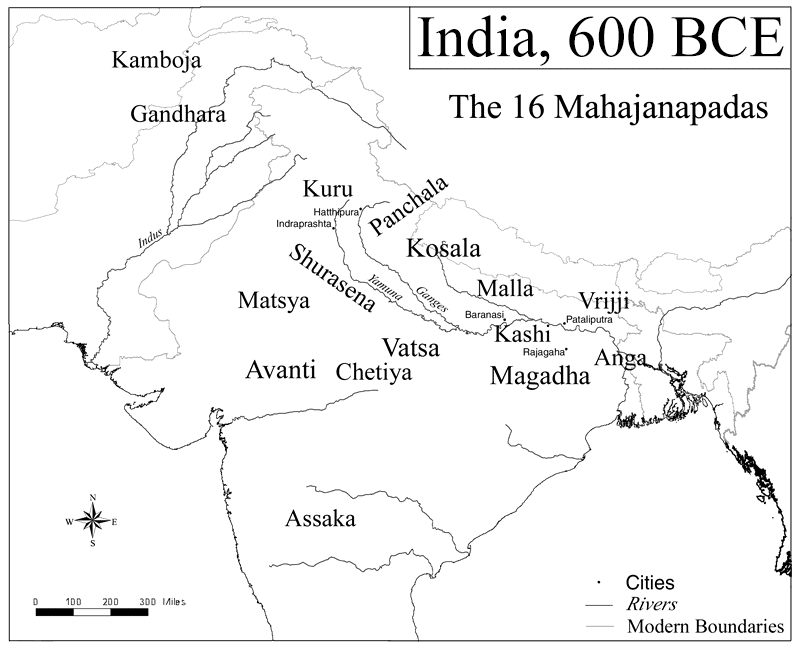
十六大国のひとつであるヴァツサ国（Vatsa）

ヴァツサ国（サンスクリット語 वत्स Vatsa）あるいはヴァンサ国（パーリ語 वंस Vaṃsa）は、古代インドの国名。初期仏教の聖典『アングッタラ・ニカーヤ』（『増支部』）の中で、北道十六大国のひとつに数えられる。首都はカウシャーンビー（कौशाम्बी Kauśāmbī）。

## 位置
首都のカウシャーンビーは、現在のウッタル・プラデーシュ州コーサムにあたると考えられ、アラーハーバードの南西約55kmということになる。

## 歴史
建国については、数種類の伝承が存在する。
- プラーナ文献は、ヴァツサ国の国名を、カーシー国のヴァツサ王に由来すると伝承している[2]。
- 他のプラーナ文献は、ガンジス川の氾濫によってハスティナープラから南に移住してきたバラタ族のジャナメージャヤ王の玄孫、ニチャクシュ王が、首都カウシャーンビーを建設したと伝承している[3]。バーサが著した戯曲も、この説に立っている。
- 『ラーマーヤナ』と『マハーバーラタ』は、首都カウシャーンビーが、チェーディ国のクシャ王子あるいはクシャーンバ王子により建設されたと伝える。

### シャターニーカ2世
ヴァツサ国を最初に支配したバラタ族の王は、シャターニーカ2世（शतानीक）、またの名をパランタパ、であると伝えられる。プラーナ文献によれば、彼の父の名はヴァスダーナ（वसुदान）であるが、バーサによると、彼の父の名はサハスラーニーカ（सहस्रानीक）である。
シャターニーカ2世は、ヴィデーハ国の王女と結婚し、その間にウダヤナが生まれた。また、リッチャヴィ族の族長チェータカ（चेटक）の娘ムリガヴァティー（मृगवती）とも結婚した。
シャターニーカ2世は、ダディヴァーハナ王の統治するアンガ国の首都チャンパーを攻撃したと伝えられる。

### ウダヤナ王
シャターニーカ2世の息子ウダヤナ（उदयन）は、父の跡目を継ぎ、ヴァツサ国王となった。妃ヴァーサヴァダッター（वासवदत्ता）との間に、ボーディ（बोधि）という息子がいたと考えられている。ブッダや、アヴァンティ国のプラディヨータ王と同時代の人物であったと考えられている。ブッダは、ウダヤナ王の治世に何度か首都カウシャーンビーを訪れ、その教えを広めていて、ウダヤナ王も仏教の在家信者となったと伝えられている。
ウダヤナ王は、様々な文学に登場する。
- 『カーサリットサーガラ（英語版）』では、ウダヤナ王の遠征について、長い物語が語られている。
- 『プリヤダルシカー』は、ウダヤナ王のカリンガ国遠征の勝利と、ウダヤナ王の妃アーラニヤカー（आरण्यका）の父であるアンガ国のドリダヴァルマン王の復位について、伝えている。
- 仏典『ダンマパダ』の注釈には、ウダヤナ王と、アヴァンティ国王プラディヨータの娘ヴァーサヴァダッター（वासवदत्ता）あるいはヴァースラダッター（वासुलदत्ता）との結婚について述べられている。また、他に、クル国のバラモンの娘マーガンディヤー（मागन्दिया）と、財務大臣ゴーサカ（घोसक）の養女サーマーヴァティー（सामावती）という妃がいた、とも述べられている。
- 『ミリンダ王の問い』には、農家の娘ゴーパーラマーター（गोपालमाता）がウダヤナ王の妻となったことが語られている。
- バーサの戯曲『スヴァプナ・ヴァーサヴァダッター（英語版）』や『プラティジニャー・ヤンガンダラーヤナ』では、主人公である。『スヴァプナ・ヴァーサヴァダッター』では、ヴァーサヴァダッター妃の他に、マガダ国王ダルシャカ（दर्शक）の妹であるパドマーヴァティー（पद्मावती）という妃があったことが描かれている。
- 『ラトナーヴァリー』（『宝行王正論』）には、妃であるヴァーサヴァダッターの召使であるサーガリカー（सागरिका）と、ウダヤナ王との恋愛が語られている。

### アヴァンティ国による併合
プラーナ文献によれば、ウダヤナ王の後、ヴァヒナーラ（वहिनार）、ダンダパーニ（दण्डपाणि）、ニラミトラ（निरमित्र）、クシェーマカ（क्षेमक）という王が続いたが、その後ヴァツサ国は、アヴァンティ国に併合された。アヴァンティ国のプラディヨータ王（प्रद्योत）の曾孫にあたるマニプラバ王子（मणिप्रभ）が、カウシャーンビーを統治したことが伝承されている。